# Discoloma erichsoni
Discoloma erichsoni is een keversoort uit de familie Discolomatidae. De wetenschappelijke naam van de soort is voor het eerst geldig gepubliceerd in 1877 door Reitter.